# Адамс, Чарльз Бейкер
Чарльз Бе́йкер А́дамс (англ. Charles Baker Adams; 11 января 1814, Дорчестер, Массачусетс, — 18 января 1853) — американский естествоиспытатель.
Учился в Бостоне, в 1836 году стал преподавать геологию в разных колледжах, назначен профессором химии и естественных наук в 1837 году — в Марионе, в 1838 году — в Мидльбэри.
Учёные труды Адамса касаются геологии и моллюсков; из них следует упомянуть:
- «Contributions to Conchiology» (12 част., 1849—1854);
- «Catalogue of Shells collected at Panama» (1852)
- «Elements of Geology» (1852).